# Zamfirești (okręg Braiła)
Zamfirești – wieś w Rumunii, w okręgu Braiła, w gminie Galbenu. W 2011 roku liczyła 374 mieszkańców.